# La Malvilla
La Malvilla är en ort i Mexiko.   Den ligger i kommunen La Perla och delstaten Veracruz, i den sydöstra delen av landet, 210 km öster om huvudstaden Mexico City. La Malvilla ligger 2 113 meter över havet och antalet invånare är 164.
Terrängen runt La Malvilla är kuperad österut, men västerut är den bergig. Runt La Malvilla är det ganska tätbefolkat, med 155 invånare per kvadratkilometer. Närmaste större samhälle är Orizaba, 13,7 km söder om La Malvilla. I omgivningarna runt La Malvilla växer huvudsakligen savannskog.